# Kevin Quevedo
Kevin Martín Quevedo Mathey (ur. 22 lutego 1997 w Limie) – peruwiański piłkarz występujący na pozycji skrzydłowego, reprezentant Peru, od 2024 roku zawodnik ekwadorskiego Universidadu Católica.